# Piper laetispicum
Piper laetispicum är en pepparväxtart som beskrevs av C. Dc.. Piper laetispicum ingår i släktet Piper och familjen pepparväxter. Inga underarter finns listade i Catalogue of Life.